# Loxostege cereralis
Loxostege cereralis (tên tiếng Anh: Alfalfa Webworm) là một loài bướm đêm thuộc họ Crambidae. Nó được tìm thấy ở Quebec to British Columbia, phía nam đến México in the west. 

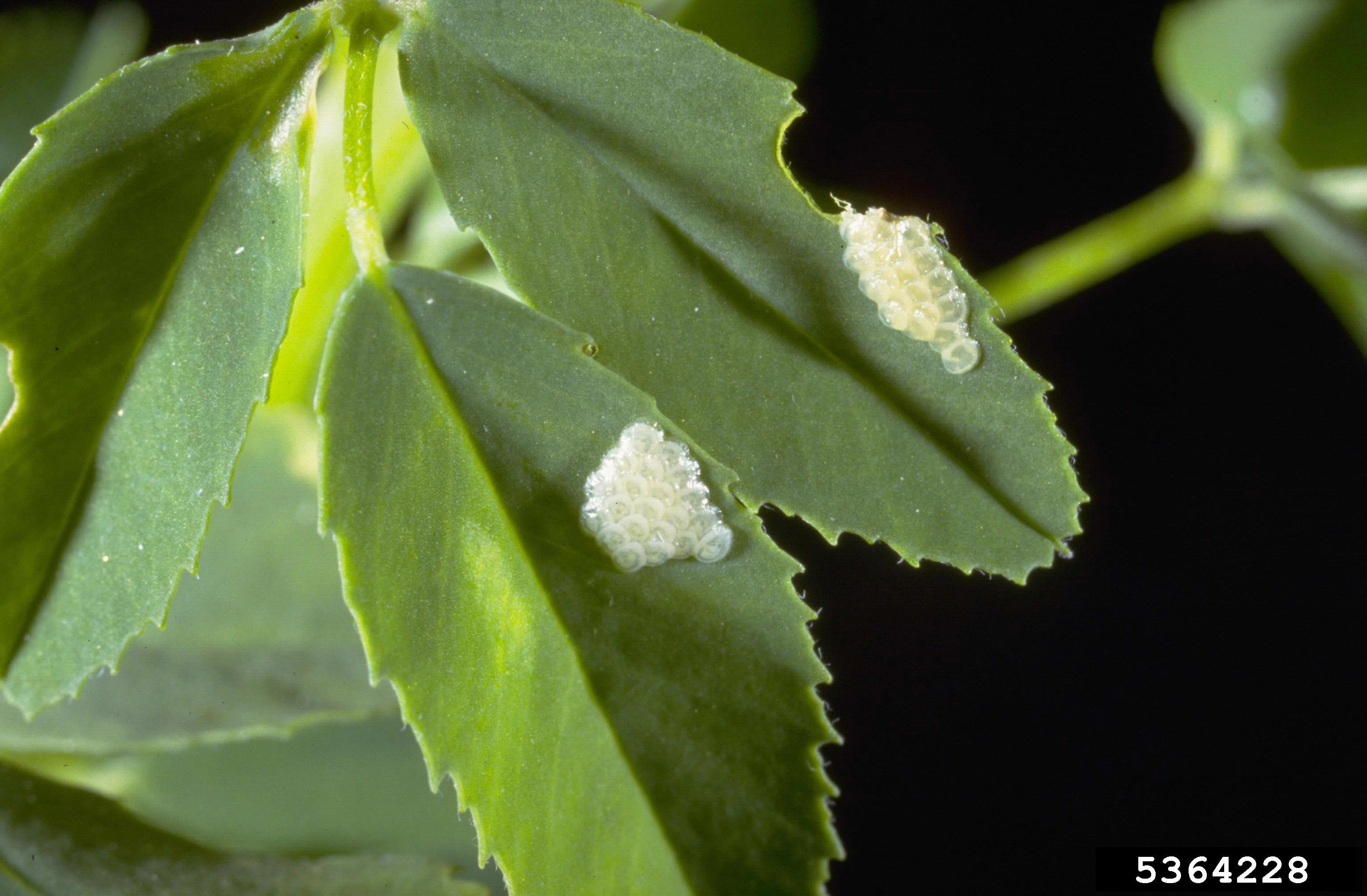
Trứng

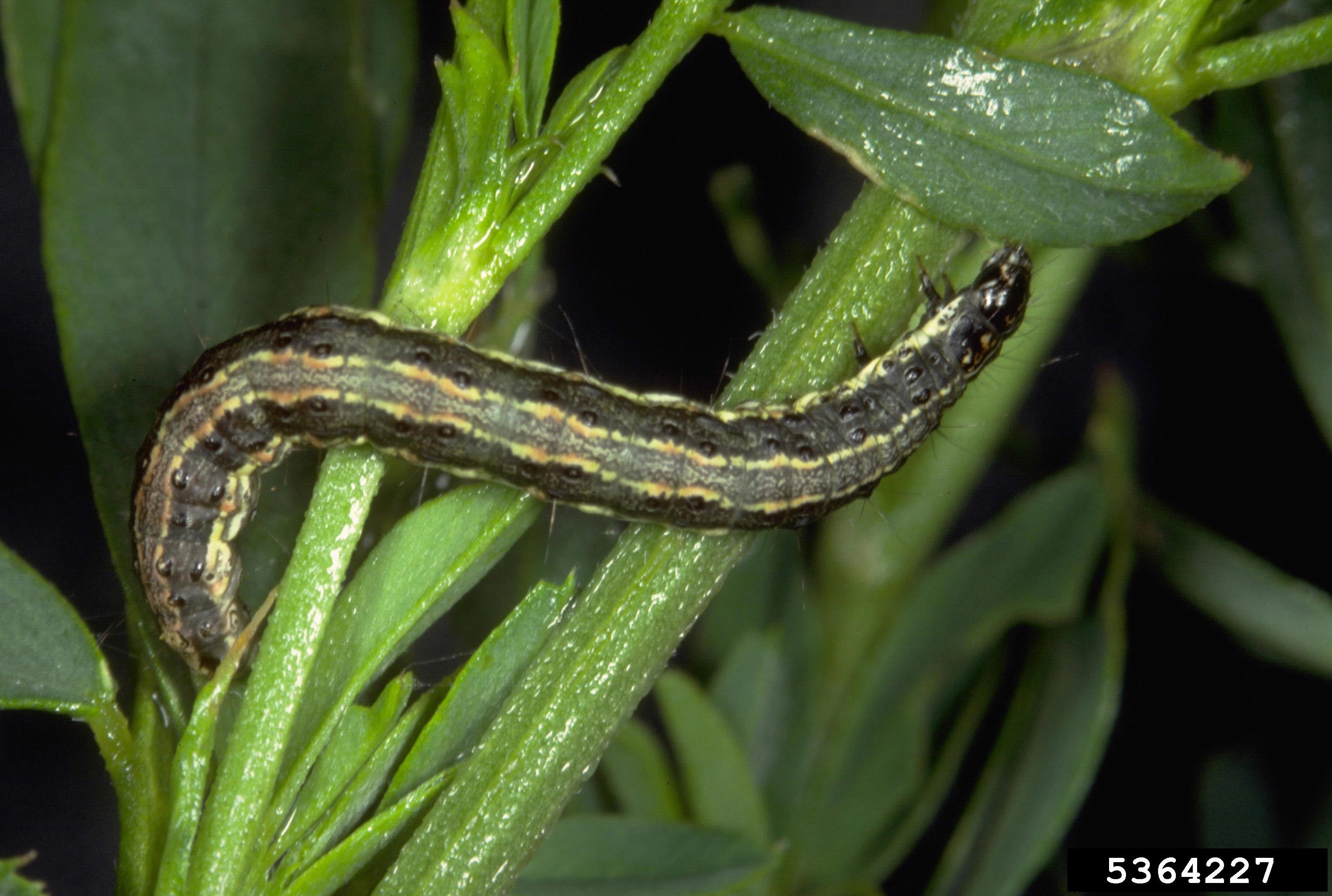
Ấu trùng

Sải cánh dài 13–25 mm. Con trưởng thành bay từ tháng 5 đến đầu tháng 9.
Ấu trùng ăn alfalfa và một loạt các loài cây trồng khác nhau.

## Hình ảnh

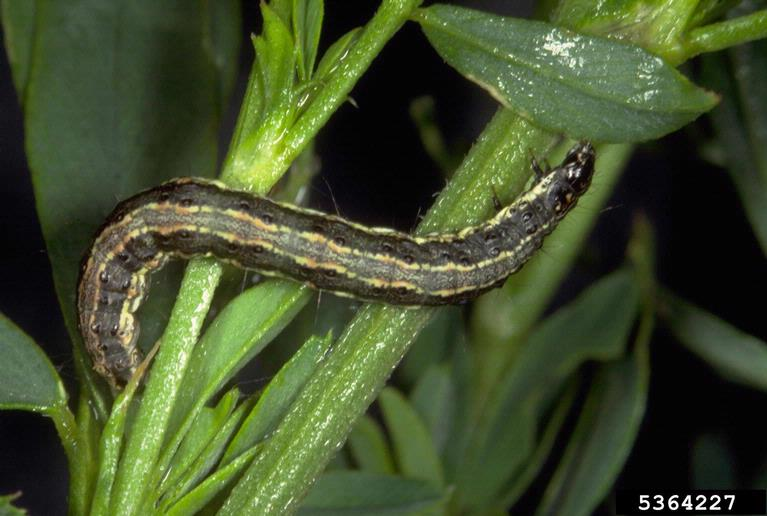
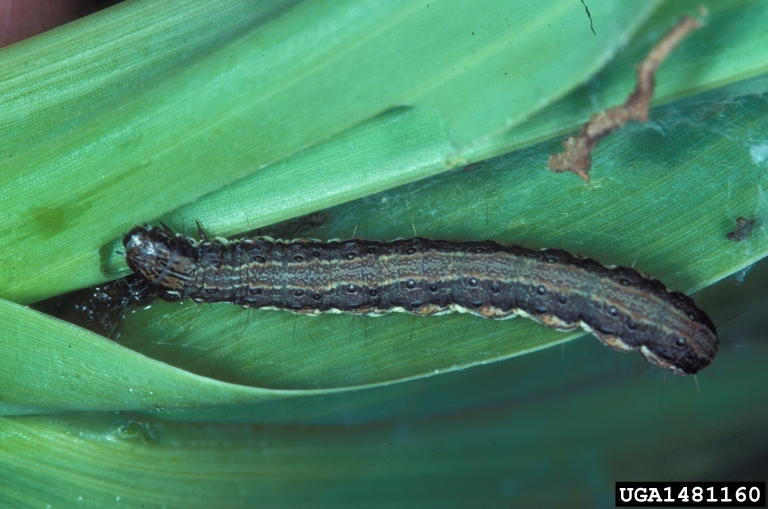
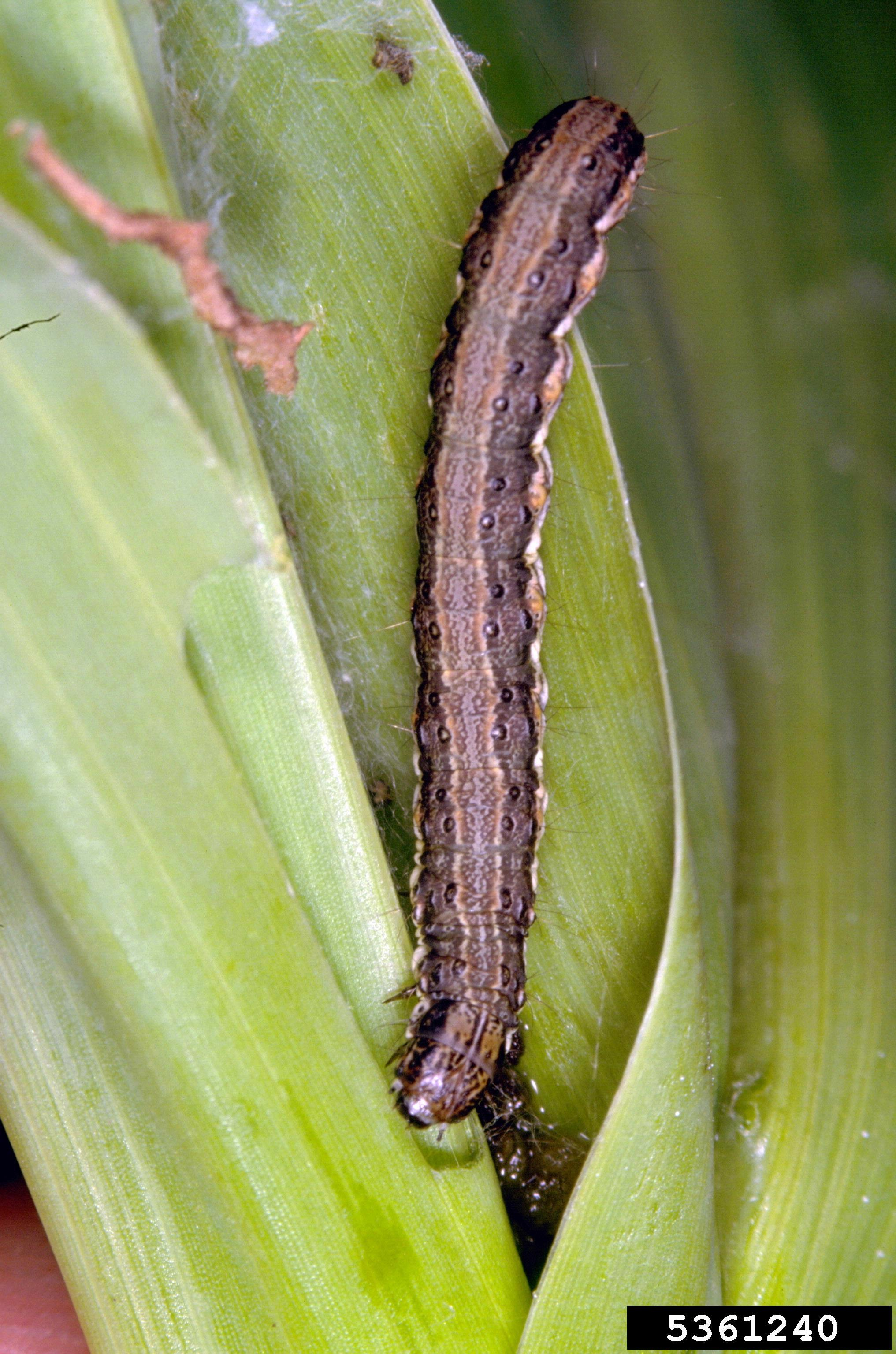